# Discografia de Bamdamel
A discografia da Bamdamel (anteriormente conhecida como Banda Mel), uma banda de axé brasileira, compreende em quatorze álbuns de estúdio e sete álbuns ao vivo em uma carreira iniciada em 1984.

## Álbuns

### Álbuns de estúdio
| Álbum              | Detalhes                                                                                  | Vendas      | Certificações |
| ------------------ | ----------------------------------------------------------------------------------------- | ----------- | ------------- |
| Força Interior     | - Lançamento: 5 de setembro de 1987 - Formatos: LP, cassete - Gravadora: Continental      | - : 800.000 |               |
| E Lá Vou Eu        | - Lançamento: 14 de maio de 1988 - Formatos: LP, cassete - Gravadora: Continental         |             |               |
| Do Brasil          | - Lançamento: 30 de maio de 1989 - Formatos: CD LP, cassete - Gravadora: Continental      |             |               |
| Prefixo de Verão   | - Lançamento: 5 de junho de 1990 - Formatos: CD, LP, cassete - Gravadora: Continental     |             |               |
| Negra              | - Lançamento: 12 de julho de 1991 - Formatos: CD, LP, cassete - Gravadora: Continental    | - : 300.000 |               |
| Banda Mel          | - Lançamento: 19 de agosto de 1992 - Formatos: CD, LP, cassete - Gravadora: Continental   | - : 100.000 | - PMB: Ouro   |
| Mãe Preta          | - Lançamento: 13 de agosto de 1993 - Formatos: CD, LP, cassete - Gravadora: Continental   |             |               |
| O Pulo da Gata     | - Lançamento: 5 de setembro de 1994 - Formatos: CD, LP, cassete - Gravadora: Continental  | - : 100.000 | - PMB: Ouro   |
| Todo Mundo Dança   | - Lançamento: 20 de setembro de 1995 - Formatos: CD, LP, cassete - Gravadora: Continental |             |               |
| Alegria            | - Lançamento: 28 de agosto de 1996 - Formatos: CD, cassete - Gravadora: Continental       |             |               |
| Jeitinho de Dançar | - Lançamento: 15 de outubro de 1997 - Formatos: CD, cassete - Gravadora: Continental      |             |               |
| Pra Te Balancar    | - Lançamento: 31 de janeiro de 2001 - Formatos: CD - Gravadora: Alpha Productions         |             |               |

### Álbuns ao vivo
| Álbum                                | Detalhes                                                                                        | Vendas      | Certificações |
| ------------------------------------ | ----------------------------------------------------------------------------------------------- | ----------- | ------------- |
| Bamdamel Ao Vivo                     | - Lançamento: 15 de agosto de 1998 - Formatos: CD - Gravadora: Oasis, Sony                      | - : 100.000 | - PMB: Ouro   |
| Bamdamel Ao Vivo II                  | - Lançamento: 22 de setembro de 1999 - Formatos: CD - Gravadora: Oasis, Sony                    | - : 250.000 |               |
| Bamdamel Ao Vivo III: Nossa História | - Lançamento: 16 de abril de 2002 - Formatos: CD - Gravadora: Independente                      |             |               |
| Bamdamel Ao Vivo IV: Made in Brazil  | - Lançamento: 4 de fevereiro de 2006 - Formatos: CD, download digital - Gravadora: Independente |             |               |

| Banda Mel 40 Anos
|
- Lançamento: 21 de dezembro de 2024
- Formatos: Download digital
- Gravadora: Independente

|
|
|-

### Coletâneas
| Álbum               | Detalhes                                                                                  |
| ------------------- | ----------------------------------------------------------------------------------------- |
| Dose Dupla          | - Lançamento: 14 de novembro de 1995 - Formatos: CD - Gravadora: Continental              |
| 21 Grandes Sucessos | - Lançamento: 2 de abril de 2000 - Formatos: CD - Gravadora: Sony                         |
| Warner 30 Anos      | - Lançamento: 30 de dezembro de 2006 - Formatos: CD, download digital - Gravadora: Warner |

## Singles
| Título                         | Ano  | Álbum                                |
| ------------------------------ | ---- | ------------------------------------ |
| "Balanço do Mar"               | 1987 | Força Interior                       |
| "Ladeira do Pelô"              | 1988 | Força Interior                       |
| "Protesto Do Olodum"           | 1988 | E Lá Vou Eu                          |
| "Pra Lá de Bagdá"              | 1988 | E Lá Vou Eu                          |
| "Levada do Povão"              | 1989 | E Lá Vou Eu                          |
| "Pixote"                       | 1989 | Do Brasil                            |
| "Por Querer"                   | 1989 | Do Brasil                            |
| "Prefixo de Verão"             | 1990 | Prefixo de Verão                     |
| "Revolta Olodum"               | 1990 | Prefixo de Verão                     |
| "Beabá da Lambada"             | 1991 | Prefixo de Verão                     |
| "Baianidade Nagô"              | 1991 | Negra                                |
| "Boca Louca"                   | 1991 | Negra                                |
| "Crença e Fé"                  | 1992 | Negra                                |
| "Conversa Fiada"               | 1992 | Negra                                |
| "Quero Fazer Amor com Você"    | 1992 | Banda Mel                            |
| "Levada de Romance"            | 1993 | Banda Mel                            |
| "Barca Furada"                 | 1993 | Banda Mel                            |
| "Na Bahia Tudo É Festa"        | 1993 | Mãe Preta                            |
| "Diga que Eu Vou"              | 1993 | Mãe Preta                            |
| "Íris do Mundo Ilê"            | 1994 | Mãe Preta                            |
| "Bateu Saudade"                | 1994 | O Pulo da Gata                       |
| "Carnafolia"                   | 1995 | O Pulo da Gata                       |
| "Menina da Ladeira"            | 1995 | O Pulo da Gata                       |
| "Delícias do Sol"              | 1995 | Todo Mundo Dança                     |
| "Não Chore Por Mim, Chore Não" | 1996 | Todo Mundo Dança                     |
| "Pirambeira"                   | 1996 | Todo Mundo Dança                     |
| "Bateu, Valeu"                 | 1996 | Alegria                              |
| "O Som da Cidade"              | 1997 | Alegria                              |
| "Junto com Você"               | 1997 | Alegria                              |
| "Jeitinho de Dançar"           | 1997 | Jeitinho de Dançar                   |
| "Quem Dera"                    | 1998 | Jeitinho de Dançar                   |
| "Que Dure para Sempre"         | 1998 | Bamdamel Ao Vivo                     |
| "Quero Você"                   | 1998 | Bamdamel Ao Vivo                     |
| "Pedindo Amor"                 | 1999 | Bamdamel Ao Vivo II                  |
| "Tete Teresa"                  | 2000 | Bamdamel Ao Vivo II                  |
| "Diriguidum"                   | 2001 | Pra Te Balancar                      |
| "Gente de Cor"                 | 2001 | Pra Te Balancar                      |
| "Pegada Afropop"               | 2002 | Bamdamel Ao Vivo III: Nossa História |
| "Sou Mais Você"                | 2006 | Bamdamel Ao Vivo IV: Made in Brazil  |